# Kaema
Kaema (kor.: 개마고원, Kaema-kowŏn) – obszar wyżynny w północnej części Korei Północnej. Ograniczony od północy Górami Wschodniomandżurskimi, od zachodu pasmem Rangrim, od wschodu górami Mach'ŏllyŏng (Paektu), a od południa pasmem Pujŏllyŏng. Wznosi się średnio na wysokość 1000–2000 m n.p.m. Obejmuje ok. 40 tys. km². Ludność zajmuje się głównie rolnictwem. Obszar obficie porośnięty lasami.